# Fercolo

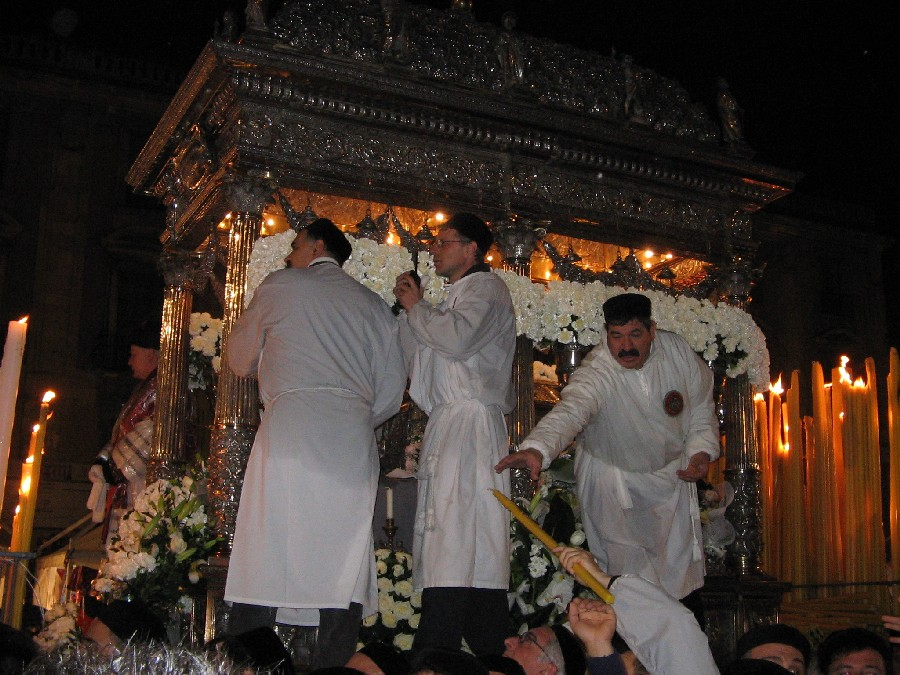
Il fercolo argenteo (detto a vara) di sant'Agata a Catania

Il fercolo è una portantina che viene utilizzata per portare in processione simulacri di santi. Prende il nome dal termine latino fercŭlum, che identificava un analogo strumento utilizzato nell'antichità per trasportare le immagini degli dèi o le spoglie dei nemici vinti.

## Descrizione
In generale, un fercolo è una portantina che può assumere diverse forme, ma certamente la più diffusa è a baldacchino. In Sicilia, ispirandosi al modello più antico di Catania, tende ad assumere l'aspetto di un tempietto costituito da una alta base poggiata su assi o fissata a corde mediante anelli atti al trasporto, colonnine (in numero di quattro o sei) e una copertura che può essere piatta o a cupoletta. In generale lo stile usato è il corinzio.
La vara invece è solitamente una imponente impalcatura per il trasporto di più simulacri.

## Etimologia
Il termine si fa derivare dal latino fero cultum, ossia portare per il culto e si può trovare italianizzato in fercolo o nella sua forma arcaica di ferculo.

## Storia
Sin dai più antichi rituali che prevedessero la processione di un simulacro è stata necessaria la presenza di una portantina.
Nella Grecia antica esisteva l'usanza di portare in processione immagini di dei, come ad esempio durante i Misteri eleusini durante cui appare la presenza di un carro destinato al trasporto di un simulacro di Proserpina, il quale veniva estratto da una grotta e segnava l'inizio delle stagioni delle messi per tutto il mondo greco. Il filosofo latino Apuleio nelle sue Metamorfosi narra che a Corinto, nel II secolo a.C., una statua di Iside veniva portata in processione per la città, su un carro, seguita dal popolo festante. Nel mondo egizio in realtà l'uso di simulacri condotti da fercoli è testimoniato già nell'Antico Regno. Per esempio, in occasione dei Misteri di Osiride veniva usata la barca sacra neshmet per condurre in una processione lungo il Nilo il simulacro del dio.
Una delle testimonianze medioevali più note, il Carroccio della Lega lombarda, è testimoniato a partire dal 1176, con sopra una croce ed un altare, il quale accompagnava in battaglia i soldati contro Federico Barbarossa.
Anche nel caso della Festa di Sant'Agata a Catania, si hanno notizie che l'immagine della santa, fin dal 1376, veniva portata in processione su di un carro la cui forma veniva cambiata ogni cinque anni, tradizione che in realtà potrebbe risalire agli anni immediatamente successivi al 1126, anno in cui avvenne la prima processione delle spoglie della santa, appena riportate da Costantinopoli, processione che durò dal castello di Aci a Ognina e poi da Ognina alla Cattedrale.

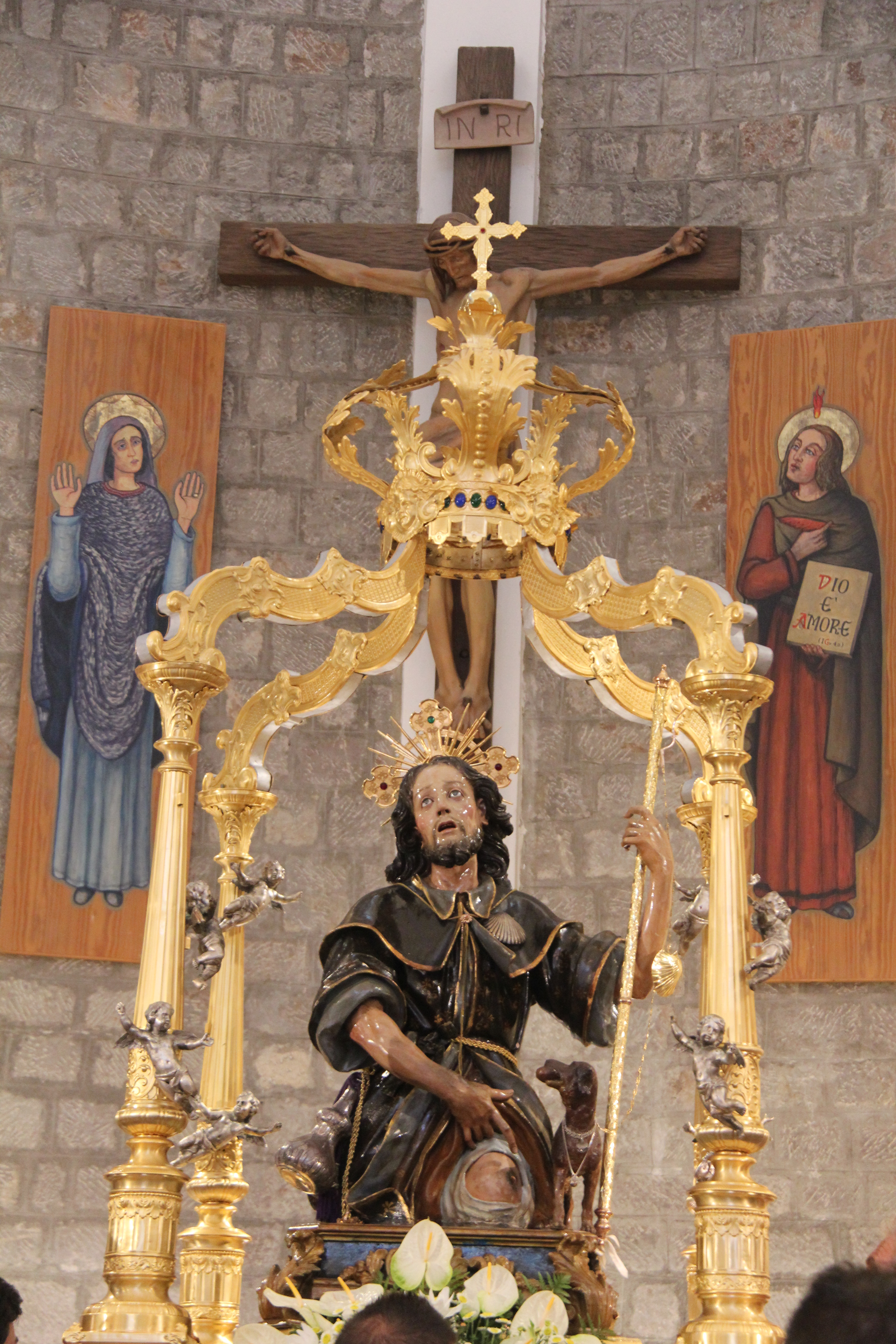
Fercolo di San Rocco di Satriano di Lucania.

Ma è sicuramente durante l'epoca barocca, che nascono veri e propri gioielli d'arte, atti al trasporto delle immagini dei santi durante le processioni. Sul modello del fercolo di Sant'Agata a Catania, realizzato a partire dal 1514 dall'argentiere Vincenzo Archifel e completato da Paolo Aversa, in quasi tutte le città della diocesi nascono elaborate macchine barocche in argento o legno, per il trasporto dei simulacri dei santi, dalla struttura a tempietto da quattro o sei colonne.

## Diffusione
L'Arcidiocesi di Catania assieme alla vicina Diocesi di Acireale  e a quella confinante di Siracusa, vantano il più ricco patrimonio di fercoli. Degne, infatti, di menzione sono le "vare" argentee o dorate di Sant'Alfio a Lentini (Siracusa) e di Santa Barbara a Paternò, Santa Lucia di Belpasso, Santa Venera e San Sebastiano di Acireale(il più trionfale), San Filippo d'Agira di Aci San Filippo (opera monumentale realizzata dal maestro argentiere Benedetto Gelardi di Palermo nel 2005) e quelle lignee di San Giovanni Battista di Aci Trezza, di San Mauro di Viagrande, di San Giuseppe di Santa Maria di Licodia, Santa Maria del Monte Carmelo  ad Aci Platani, Sant'Antonio abate di Aci Sant'Antonio, di Santa Lucia di Aci Catena, di san Placido di Biancavilla, della Madonna della Pace a Tremestieri Etneo, di San Lorenzo a Sant'Agata li Battiati (CT), della Madonna della Guardia a Belpasso o quello di San Mauro abate di Aci Castello che, subito dopo la guerra, è stato anche utilizzato per trasportare in processione per le vie di Catania le reliquie di Sant'Agata (al posto di quello argenteo danneggiato dai bombardamenti della seconda guerra mondiale).
In alcuni casi il fercolo è costituito da una base su cui è montato un baldacchino in stoffa (anziché di legno o d'argento), come quello dei Santi Alfio, Cirino e Filadelfo di Trecastagni (CT) e dell'Addolorata di Caltagirone (CT).

## Funzionamento
Per muovere un fercolo, in generale, si usa la forza umana, coordinata in modo che non vi siano incidenti. Figura molto importante legata al fercolo è, in Sicilia, il capo vara o mastru di vara, il quale, posizionato sul fercolo, ha il compito di dare indicazioni in merito alle manovre da effettuare durante il percorso processionale e di coordinare le fermate e le partenze.
Per quanto riguarda il meccanismo di movimento, il fercolo può essere:
- portato a spalla dai portatori;
- tirato con dei cordoni dai tiratori;
- spinto dagli spingitori;
- trasportato su macchina motorizzata.

### Galleria d'immagini

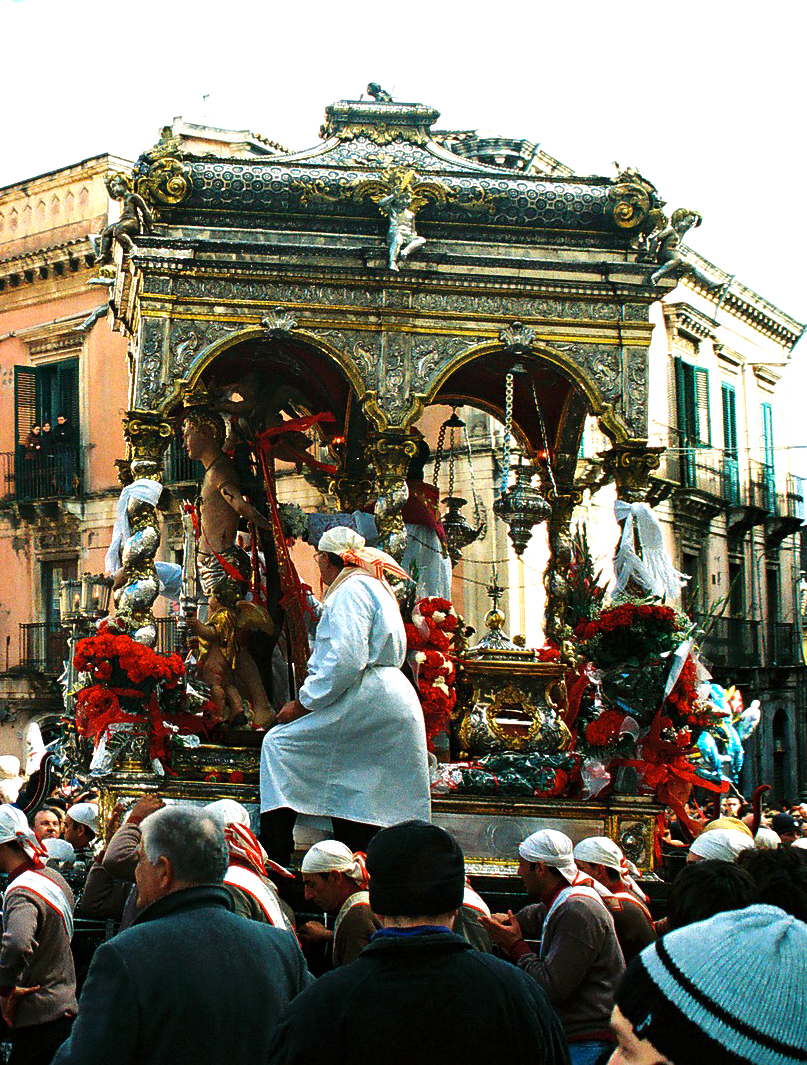
Il fercolo argenteo di San Sebastiano - Acireale (CT)
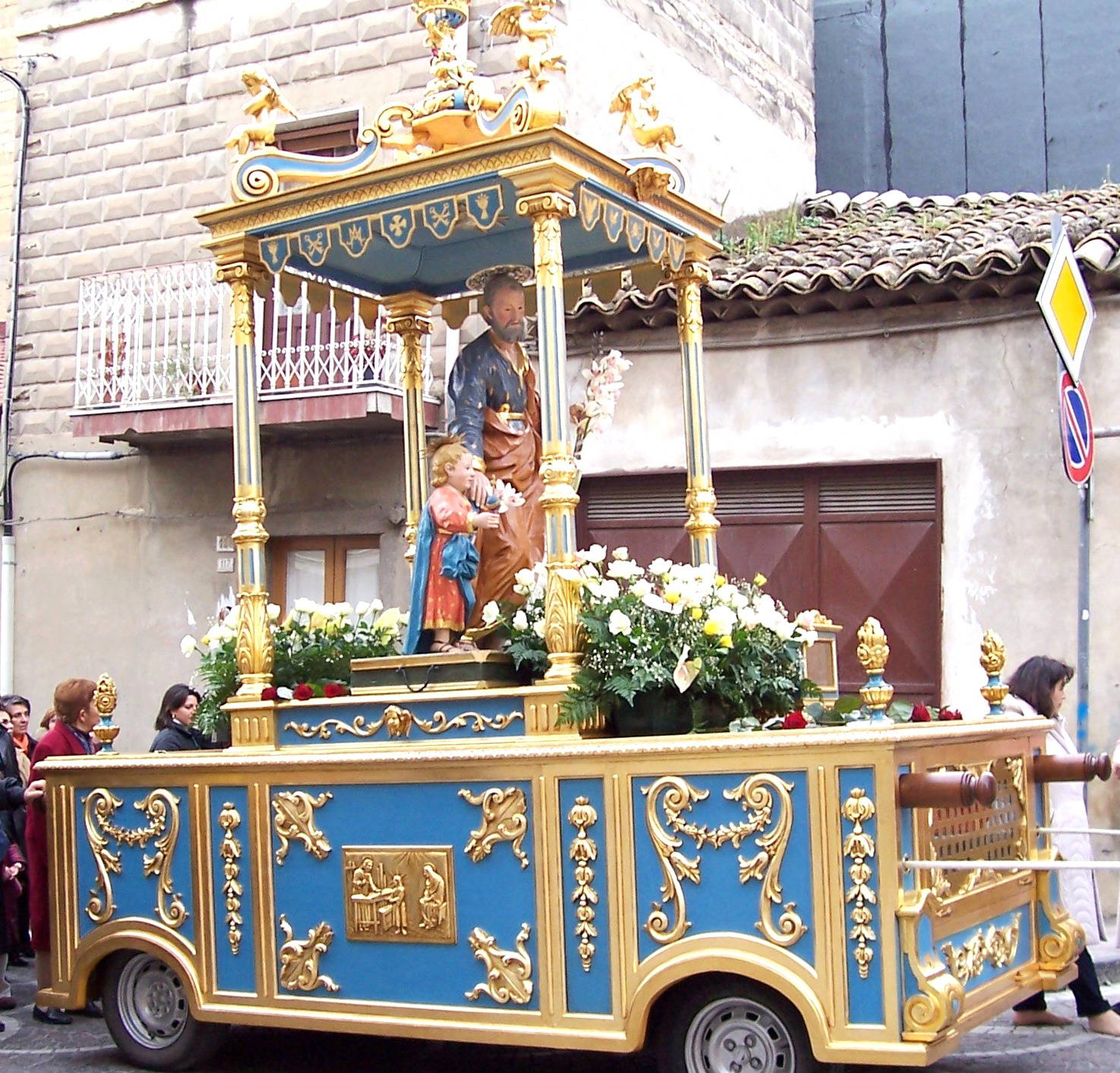
Artistico fercolo ligneo di San Giuseppe - Catenanuova (EN)
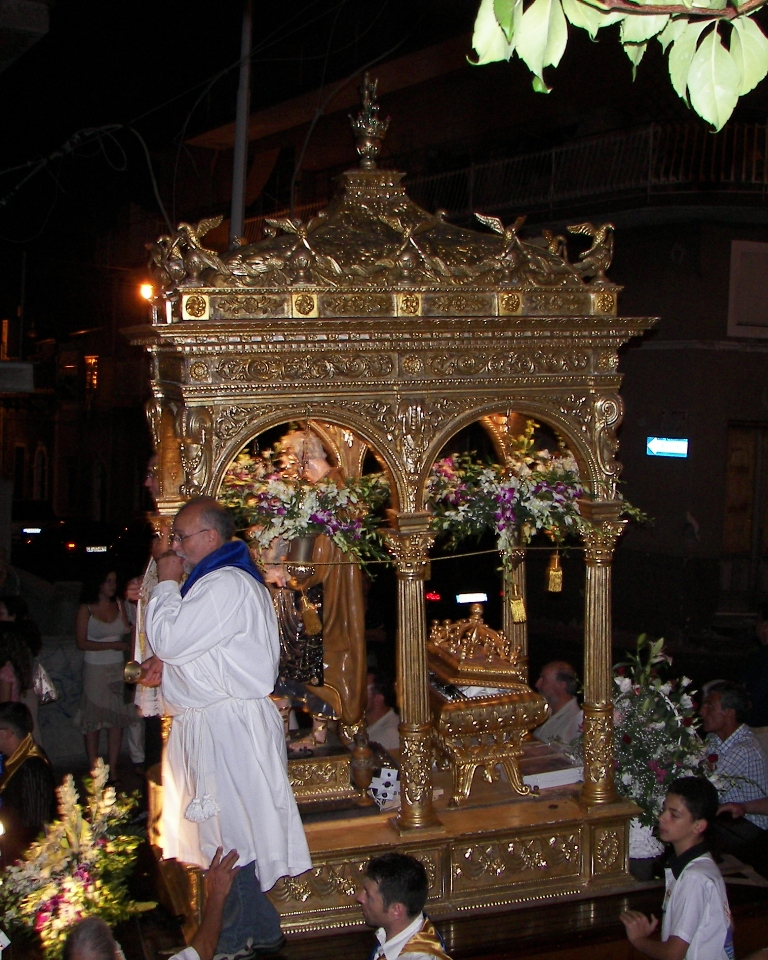
Il fercolo ligneo di San Giuseppe, opera del secolo XVIII - Santa Maria di Licodia (CT)
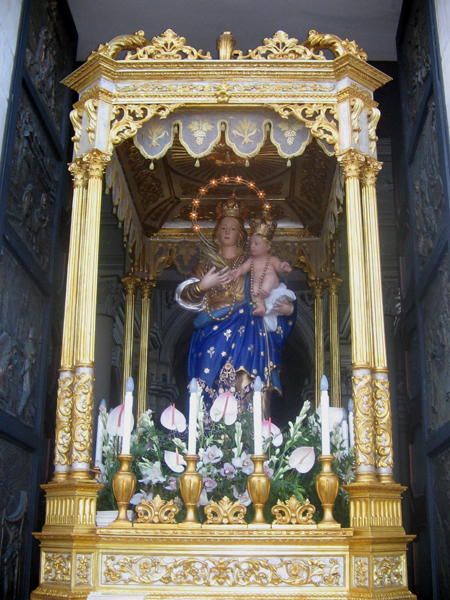
Il fercolo ligneo della Madonna della Provvidenza - Zafferana Etnea (CT)
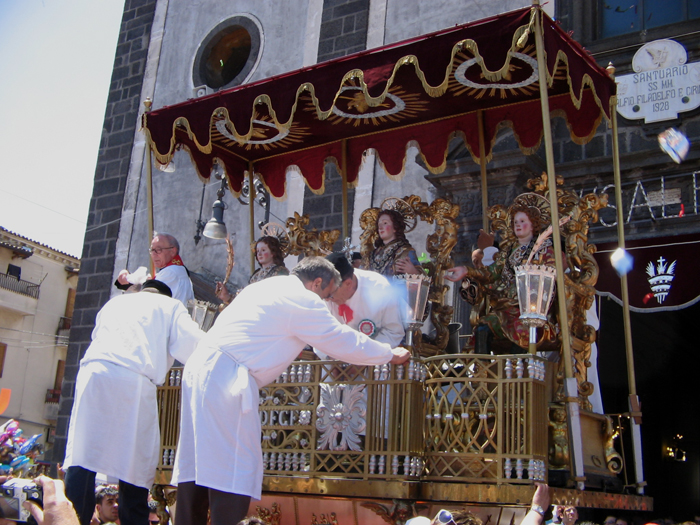
Il fercolo con baldacchino in stoffa dei SS. Alfio, Filadelfo e Cirino - Trecastagni (CT)
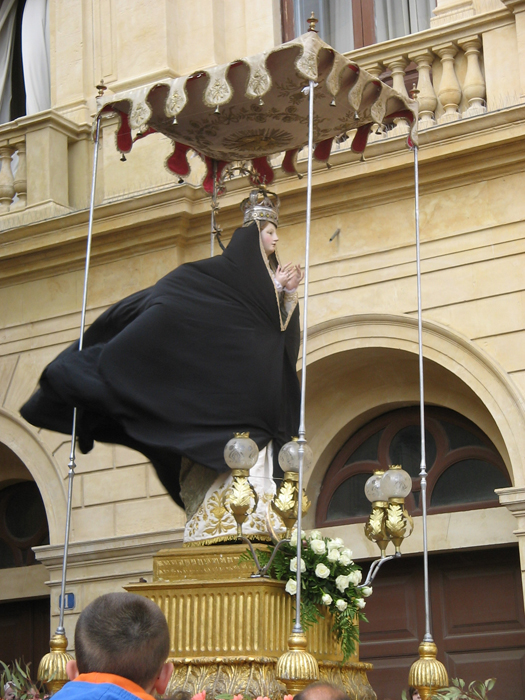
Il fercolo con baldacchino in stoffa dell'Addolorata - Caltagirone (CT)
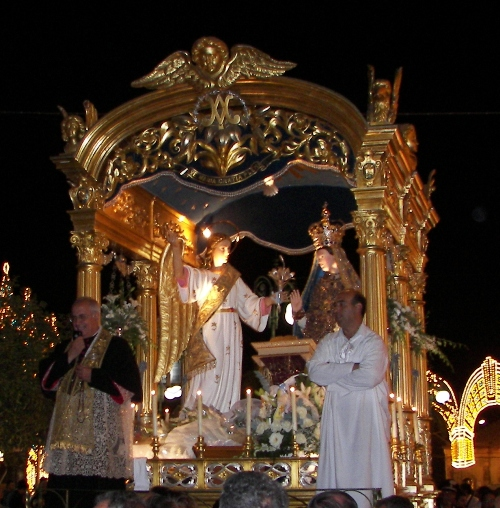
Il fercolo ligneo dell'Annunziata - Pedara (CT)
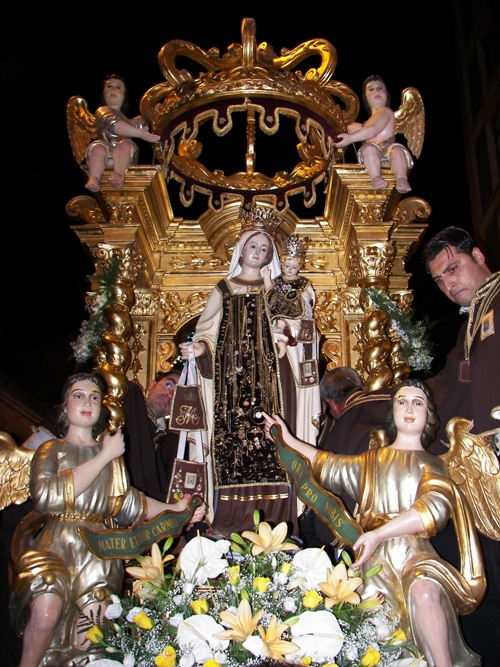
Il fercolo ligneo ottocentesco della Madonna del Carmelo- Santa Maria di Licodia (CT)